# Augustin-Henry Caillard d'Aillières
Pour les autres membres de la famille, voir Famille Caillard d'Aillières.
Augustin-Henry Caillard d'Aillières, né le 21 mars 1784 à Aillières où il meurt le 26 mai 1857, est un homme politique français, maire de sa commune de 1809 à sa mort, et devenu conseiller général de la Sarthe depuis 1836. Il est aussi brièvement député de la Sarthe à la Chambre.

## Biographie
Augustin-Henry Caillard d'Aillières est le fils de Julien Caillard d'Aillières, sieur de Beauvoir, officier d'infanterie, lieutenant des Maréchaux de France, et de Marie Louise Pellé de Montaleau.
Il effectue ses études à Paris et débute de bonne heure dans la carrière administrative, qu'il quitte pour s'occuper de ses intérêts privés. En 1809, il devient maire de sa commune d'Aillières, puis, en 1829, conseiller général de la Sarthe.
Il s'occupait de travaux agricoles dans ses propriétés, après quelques tentatives infructueuses pour se faire élire député, lorsque, le 4 novembre 1837, les électeurs du 6e collège de la Sarthe (Mamers) l'envoyèrent siéger à la Chambre. Il vota avec la majorité conservatrice, et ne prit, d'ailleurs, qu'une part peu importante aux travaux législatifs.
Il se consacre, dès lors, aux travaux du conseil général et à ceux du comice agricole de son canton.

## Sources
- « Augustin-Henry Caillard d'Aillières », dans Adolphe Robert et Gaston Cougny, Dictionnaire des parlementaires français, Edgar Bourloton, 1889-1891 [détail de l’édition]